# Arteră profundă a penisului
Artera profundă a penisului (artera corpului cavernos), una dintre ramurile terminale ale arterei pudendale interne, apare din acest vas sanguin în timp ce este situată între cele două fascii ale diafragmei urogenitale (pungă perineală profundă).
Pătrunde prin fascia inferioară și, intrând oblic în bulbul penisului, avansează înainte către centrul corpului cavernos al penisului, unde sunt distribuite ramurile sale.

## Imagini suplimentare

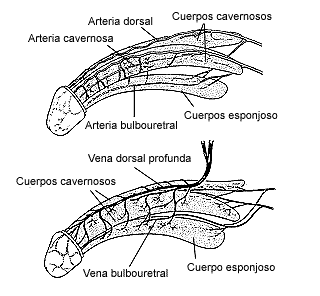
Arterele și venele penisului (spaniolă)
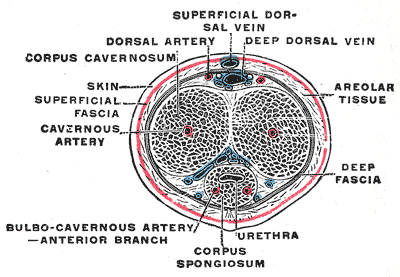
Penisul în secțiune transversală, arătând vasele de sânge.
Penisul în secțiune transversală, arătând vasele de sânge, inclusiv artera profundă